# The Sorrows
I Sorrows sono stati un gruppo musicale inglese di musica beat che ha lavorato in Italia, dove ha raggiunto il successo.

## Storia del gruppo
Nascono a Coventry nel 1963 su iniziativa di Don Maughn (pseudonimo di Donald Adrian Fardon), che incontra uno studente in agraria, Philip Packham, un grafico e disegnatore industriale, Philip Witcher, ed un fattorino, Wesley Price; ma è solo con l'ingresso del batterista Bruce Finley, il cui padre è proprietario di un negozio di strumenti musicali, che il gruppo riesce ad ottenere una strumentazione adeguata per cominciare ad esibirsi.
Dopo aver ottenuto un contratto discografico con la Piccadilly Records (distribuita dalla Pye Records) ottengono subito un grande successo con il loro terzo 45 giri, con la canzone Take a heart, nota sia per l'assolo di chitarra sia per il suono particolare della batteria (che Finley ottiene coprendo con una coperta i tamburi).
Giungono in Italia per partecipare al Cantagiro 1966 con Mi si spezza il cuore, versione in italiano del loro successo, che entra in classifica anche in questa versione.
Nello stesso anno partecipano al Festival delle Rose 1966 con Così bambina, e recitano in Come imparai ad amare le donne di Luciano Salce, cantando No, no, no, no; un'altra canzone, Pioggia sul tuo viso, è presente nel film, inserita nella colonna sonora dello stesso ma inedita in altro supporto.
Pubblicano poi il primo album, e nel 1967 partecipano al musicarello I ragazzi di Bandiera Gialla di Mariano Laurenti; tornano inoltre al Cantagiro 1967 con Verde, rosso, giallo e blu (brano italiano tradotto anche per il mercato inglese) e al Festival delle Rose 1967 con Zabadak.
Passano poi alla Miura, e qui entrano Chuck Fryers voce e chitarra solista e Chris Smith voce e organo Hammond, con cui pubblicano il secondo 33 giri nel 1968, con influenze psichedeliche, ed altri 45 giri, ma con meno successo, anche per via del tramonto del beat, per cui decidono di sciogliersi.
Solo Don Fardon tenta la carriera solista con una sua versione di Indian Reservation (The Lament of the Cherokee Reservation Indian), la nota canzone scritta da John D. Loudermilk, dopodiché anche lui ritorna, come quasi tutti gli altri, in Gran Bretagna, dove continua con successo la carriera musicale.
Chuck Fryers rimane in Italia ed entra nel circuito musicale milanese.

## Discografia

### Album in studio
- 1966: Sorrows (Pye Records, SIP 6)
- 1968: Old Songs, New Songs (Miura, miu lp 10011)

### Singoli
- 1965: Take a Heart/We Should Get Along Fine (Pye Records, 45NP 5073)
- 1966: Mi si spezza il cuore/Vivi (Pye Records, 45NP 5086)
- 1967: Verde, rosso, giallo e blu/No, no, no, no (Pye Records, 45NP 5122)
- 1967: Zabadak/La libertà costa cara (Pye Records, 45NP 5137)
- 1968: Per una donna...no!/Amore limone (Miura, PON NP 40083)
- 1969: Hey Hey/6 ft 7 1/2 Inch Shark Fishing Blues (Miura, PON NP 40099)

#### Singoli pubblicati nel Regno Unito
- 1965: I Don't Wanna Be Free/Come With Me (Piccadilly Records, 7N 35219)
- 1965: Baby/Teenage Letter (Piccadilly Records, 7N 35230)
- 1965: Take a Heart/We Should Get Along Fine (Piccadilly Records, 7N 35260)
- 1966: You've Got What I Want/No No No No (Piccadilly Records, 7N 35277)
- 1966: Let The Live Live/Don't Sing No Sad Songs For Me (Piccadilly Records, 7N 35309)
- 1966: Let Me In/How Love Used to Be (Piccadilly Records, 7N 35336)
- 1967: Pink, Purple, Yellow and Red/My Gal (Piccadilly Records, 7N 35585)

### Partecipazioni
- 1966: Come imparai ad amare le donne (RCA Italiana, SP 8020; contiene Pioggia sul tuo viso)

## Filmografia
- 1966: Come imparai ad amare le donne (regia di Luciano Salce)
- 1966: Agente Logan - Missione Ypotron (regia di Giorgio Stegani)
- 1967: I ragazzi di Bandiera Gialla (regia di Mariano Laurenti)

## Formazione
- Don Fardon: voce solista
- Philip Witcher: chitarra, voce
- Wesley Price detto Wez: chitarra
- Philip Packham: basso
- Bruce Finlay: batteria
- Chuck Fryers: voce, chitarra solista
- Chris Smith: voce, organo Hammond